# Klaus Gehrig
Klaus Gehrig (* 16. Mai 1948 in Wildenberg) ist ein deutscher Manager und Unternehmer. Er ist ehemaliger Leiter der Schwarz-Gruppe und war Aufsichtsratsvorsitzender von Lidl und Kaufland.
Klaus Gehrig begann seine berufliche Laufbahn 1971 bei Aldi Süd in Mülheim an der Ruhr. 1976 wechselte Gehrig zu Dieter Schwarz, der zu dieser Zeit für seine zwölf Lidl-Filialen einen Geschäftsführer suchte. Gehrig hatte sich zuvor bei Dieter Schwarz beworben und wurde deswegen von Aldi Süd, wegen eines gestörten Vertrauensverhältnisses, umgehend „freigestellt“. In den kommenden Jahren wuchs der Discounter unter Gehrigs Führung zum größten Konkurrenten des Marktführers Aldi. Seit 2004 war Gehrig alleiniger Komplementär der Schwarz Unternehmenstreuhand KG und damit Leiter der Schwarz-Gruppe.
Klaus Gehrig mied lange Jahre die Öffentlichkeit. Erst im Zuge der Bespitzelungsaffäre bei Lidl im Jahre 2008 startete er eine PR-Offensive und steht seitdem der Presse regelmäßig Rede und Antwort. Das manager magazin kürte ihn zum „Manager des Jahres“ 2016, weil er in seiner Zeit bei Lidl die Zahl der Filialen um den Faktor 500 und den Umsatz um den Faktor 300 steigern konnte. Im März 2016 ließ er per Mail und Interview mit dem hauseigenen Pressesprecher, das im Intranet veröffentlicht wurde, verkünden, dass alle Mitarbeiter ihn fortan beim Vornamen ansprechen dürfen. Über die Einführung des allgemeinen „Du“ als Anrede im Schwarz-Konzern berichtete zuerst die Heilbronner Stimme.
Gehrig sollte bis 2023 und somit seinem 75. Lebensjahr Konzern-Chef bleiben. Am 2. Juli 2021 legte Klaus Gehrig sein Mandat als Komplementär nach Differenzen mit Dieter Schwarz über eine Personalie im Konzern überraschend nieder und wurde als Vorsitzender der Schwarz-Gruppe beurlaubt. Nachfolger Gehrigs sollte sein bisheriger Stellvertreter Gerd Chrzanowski werden, bis dahin übernahm Dieter Schwarz die Funktion des Komplementärs.

## Auszeichnungen
- Manager des Jahres 2016